# Puerto Cook
Puerto Cook es un antiguo asentamiento ubicado en la isla de los Estados, ubicada en el sector argentino del Archipiélago de Tierra del Fuego, que sirvió como lugar de presidio. Dicho asentamiento toma su nombre del explorador británico James Cook.

## Historia
En 1889, la prisión de San Juan de Salvamento fue trasladada a Puerto Cook, donde funcionó hasta 1902. En un llano cercano a la playa, flanqueado por dos macizas hileras de montañas, se levantó el edificio que servía de prisión, junto a un grupo de casas de madera y chapa donde vivía el personal militar. La existencia aquí era apenas un poco más tolerable que en San Juan de Salvamento. Con el correr del tiempo se hizo evidente la necesidad de trasladar definitivamente el presidio a Ushuaia. Al momento de realizar este traslado, el 6 de diciembre de 1902, un grupo de presos se amotinó, y 51 de ellos lograron escapar en 3 embarcaciones. La fuga no tuvo mucho éxito, ya que sólo un barco consiguió llegar hasta Bahía Thetis, en Tierra del Fuego, mientras que los 2 restantes naufragaron en Cabo Colnett. De los 51 prófugos lograron capturar a 39, de los cuales 7 murieron y sólo 5 pudieron escapar. Los amotinados fueron juzgados por un Consejo de Guerra en Buenos Aires y condenados a cumplir nuevas condenas, esta vez en la tristemente célebre Prisión de Ushuaia. Sus historias terminaron en las frías celdas de esta cárcel, no mucho más agradable que las casillas emplazadas en la isla de los Estados.
De lo que alguna vez fue la colonia penal de Puerto Cook, hoy solamente quedan en pie algunas ruinas de piedra y un pequeño cementerio donde descansan los restos de guardias y presos. El cementerio alberga los restos del famoso soldado Carrasco, quien fue condenado por ser el responsable de asesinar a un oficial en estado de ebriedad, junto a algunos de sus compañeros y cómplices. Estas cruces solitarias, hechas de madera y toscas barras de hierro oxidado, son todo lo que queda de lo que una vez fue la existencia de estos hombres.